# Крема де фрута

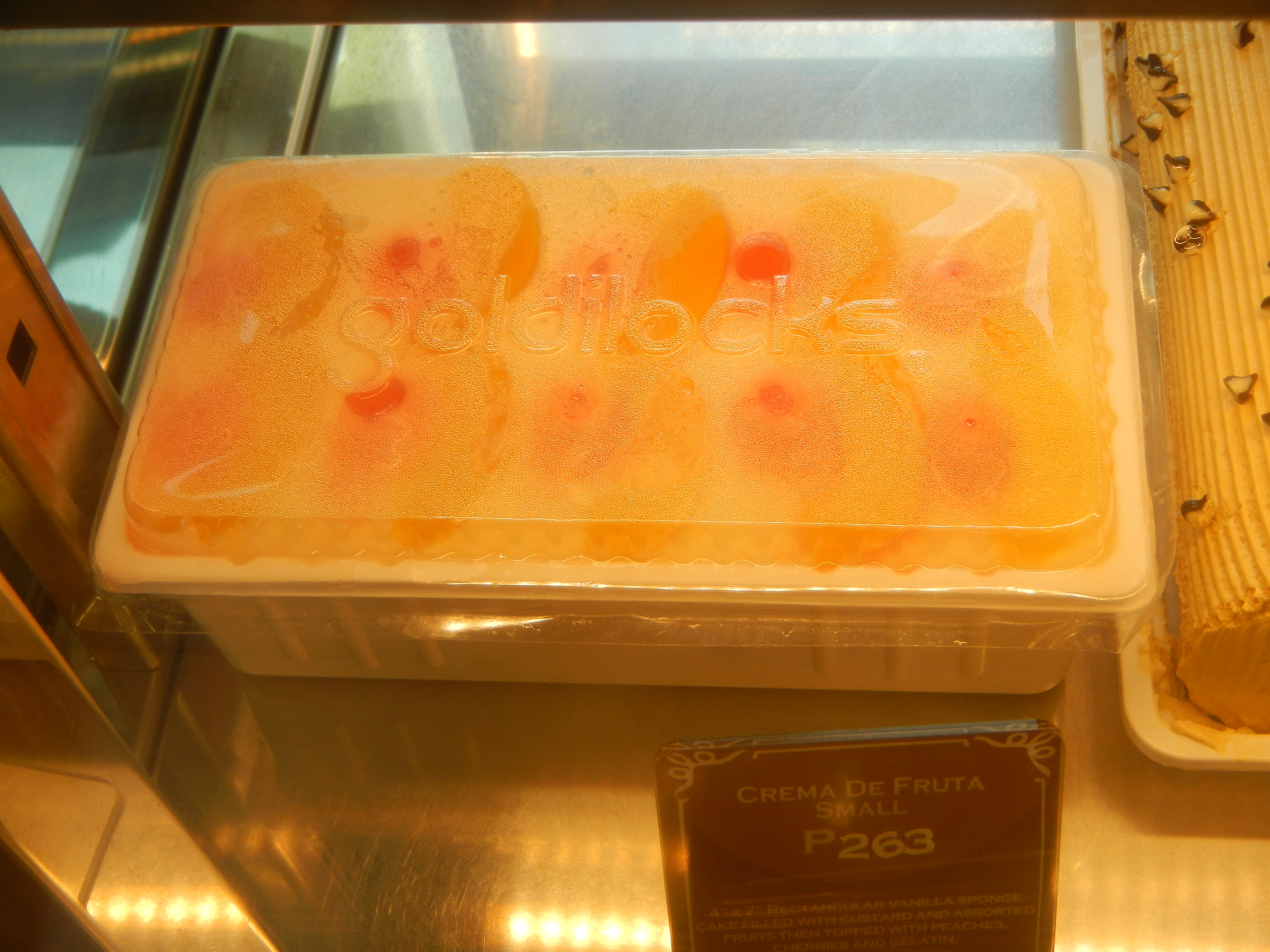

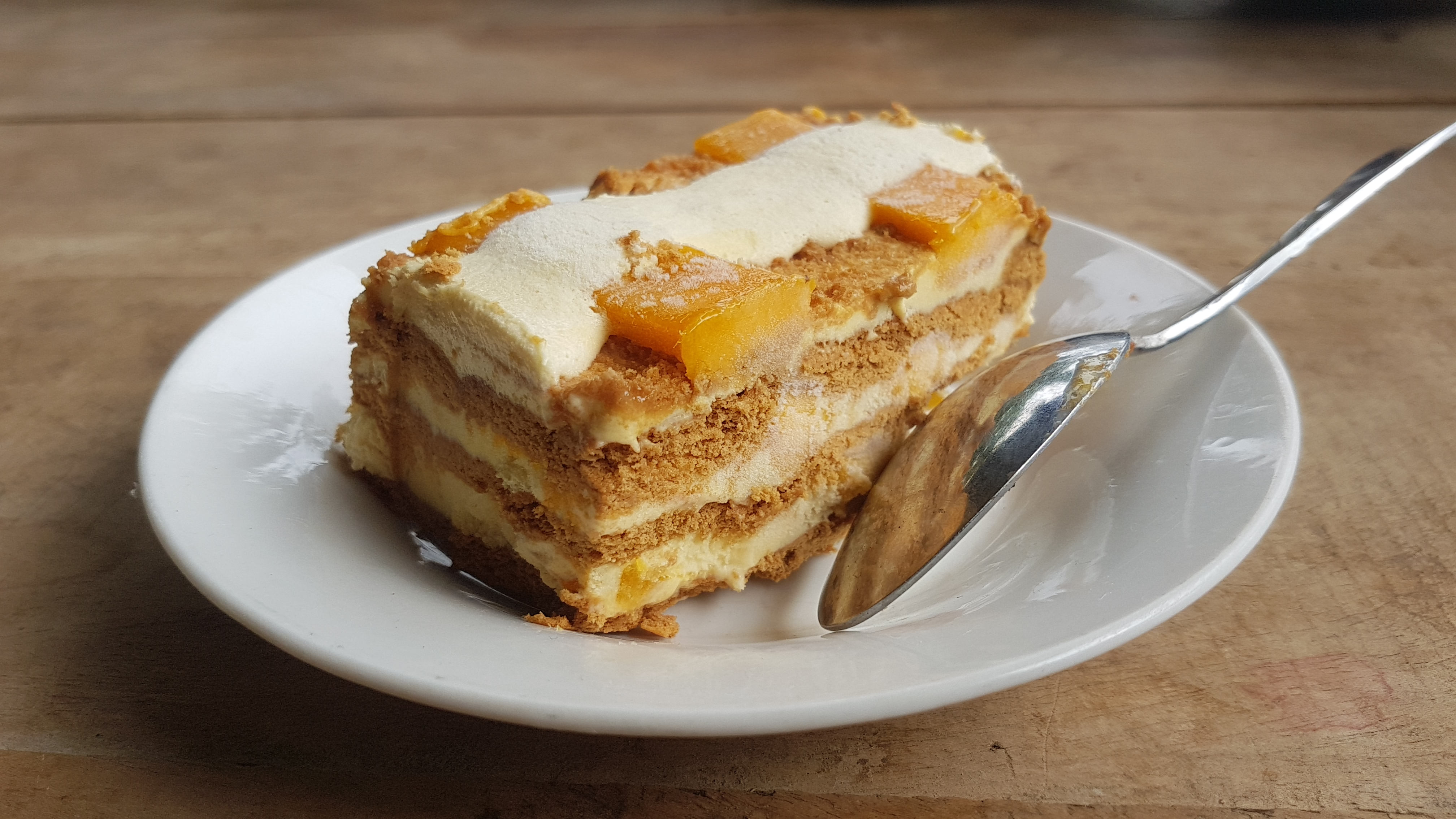

Крема де фрута (ісп. Crema de fruta — «фруктовий крем») — традиційний філіппінський фруктовий пиріг, виготовлений із шарів бісквіта, солодкого заварного крему або збитих вершків, желатину або гуламану (агар) і різних консервованих або свіжих фруктів, включаючи манго, ананаси, вишні, і полуницю. Зазвичай його подають під час різдвяного сезону. Він має кілька варіацій, починаючи від зміни використовуваних фруктів і закінчуючи додаванням таких інгредієнтів, як варення, саго, згущене молоко та інші.
Існує також варіант крема де фрута в морозильній коробці, який набагато легше приготувати. Його традиційно готують із жіночих пальчиків (broas) замість бісквітного тіста, з шарами заварного крему та фруктів. Сучасним варіантом цього є крема де манґґа або «манго флоат», у якому використовуються крекери Грем, збиті вершки та стиглі манго Карабао.